# تمزق الأغشية الاصطناعي
تمزق الأغشية الاصطناعي أو التمزق الاصطناعي للأغشية (بالإنجليزية: Artificial rupture of membranes)‏ والمعروف أيضا باسم قطع السلى (بالإنجليزية:  amniotomy)‏ إجراء قد يقوم به طبيب التوليد بغرض بدأ (حث) المخاض أو تسريعه وذلك من خلال إحداث تمزق في غشاء السلي. ويحدث تمزق الأغشية باستخدام أداة متخصصة، مثل خطاف السلي، أو قد يحدث هذا التمزق باستخدام الإصبع.